# José Filgueira
José Betimar Melo Filgueira (* um 1960) ist ein brasilianischer Paläontologe.

## Leben

### Ausbildung und Berufsleben

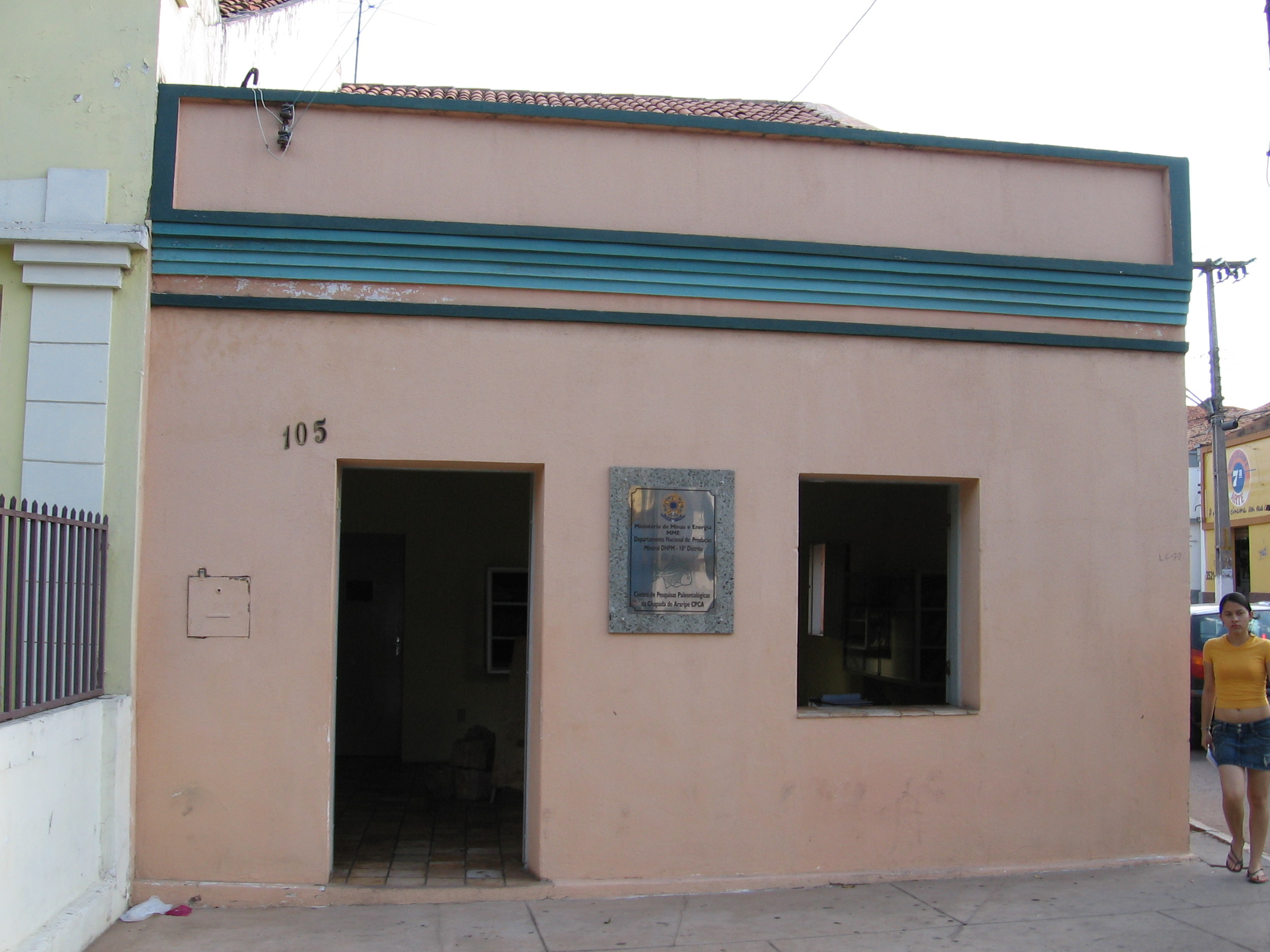
Filgueiras Hauptwirkungsstätte in Crato, das Centro de Pesquisas Paleontológicas da Chapada do Araripe (CPCA).

Seine akademische Ausbildung erhielt er zunächst an der privaten Universidade de Fortaleza (UNIFOR) in der Hauptstadt des Bundesstaates Ceará. Dort studierte er Paläontologie und erlangte 1983 seinen Abschluss. Einige Jahre später immatrikulierte er sich für ein Studium der Rechtswissenschaft an der staatlichen Universidade Regional do Cariri (URCA) in Crato im gleichen Bundesstaat, das er 1994 beenden konnte.
Er arbeitete für das dem Bergbau- und Energieministerium unterstellte Departamento Nacional de Produção Mineral (DNPM) und war Regionalleiter dieser Behörde in Crato. In seiner Funktion amtierte er darüber hinaus seit Oktober 1988 als Gründungsdirektor des ebenfalls in Crato ansässigen Fossilienmuseums Centro de Pesquisas Paleontológicas da Chapada do Araripe (CPCA). Filgueira erarbeitete sich einen Ruf als profunder Kenner der Fossillagerstätten der unterkretazischen Crato-Formation und bemühte sich um eine Professionalisierung sowohl der wissenschaftlichen Arbeit als auch des Geotourismus in der Region. Im November 1997 zeichnete er als Präsident des Organisationskomitees für die Ausrichtung einer wissenschaftlichen Fachtagung in Crato verantwortlich, die sich mit Sedimentbecken in der Região Nordeste befasste. Zudem gehörte er zu den Initiatoren des schließlich 2006 realisierten Geopark Araripe.

### Konflikt mit der Justiz
Bereits 1995 wandte sich Filgueira mit einem Brief an das Finanzministerium des Bundesstaates Ceará, in dem er sich darüber beklagte, dass es ihm mangels ausreichender Personaldeckung in seinem Institut kaum möglich sei, ausländische Wissenschaftler an der illegalen Ausfuhr von Fossilien zu hindern. Seine Äußerungen flossen 1996 in die amtliche Begründung einer Gesetzesverschärfung ein.
Ab 2011 war Filgueira in mehrere Prozesse verstrickt. Ihm und vier weiteren DNPM-Beamten des gleichen Bezirkes wurden zahlreiche Amtsvergehen zur Last gelegt. Filgueira soll in knapp 100 Fällen Ausfuhrbescheinigungen und Echtheitszertifikate für wertvolle Minerale – unter anderem für einen Rohsmaragd – ausgestellt haben, die nicht für den Export bestimmt waren. Ihm wurde vorgeworfen, außerhalb seiner Amtsbefugnis gehandelt zu haben. Im Berufungsverfahren im August 2012 vor dem Regionalen Bundesgericht des fünften Gerichtsbezirkes in Recife konnte Filgueira zwar keine unrechtmäßige Bereicherung nachgewiesen werden, gleichwohl sprachen ihm die Richter allerdings ab, aus Unwissenheit ob der geltenden Gesetzeslage gehandelt zu haben. Er wurde wegen administrativer Unredlichkeit zu einer Geldstrafe von 25.000 Real (damals ≈ 9950 Euro) verurteilt. Darüber hinaus wurden seine Bürgerrechte für drei Jahre aufgehoben und es erging der Beschluss, dass er für denselben Zeitraum nicht mehr im öffentlichen Dienst arbeiten dürfe und von potentiellen Steuervergünstigungen ausgenommen sei. Am 13. März 2014 wurde schließlich seine Entlassung verkündet.

## Ehrungen
Im März 1998 benannten die Paläontologen David M. Martill und Michael J. Barker von der University of Portsmouth eine in der unterkretazischen Crato-Formation gefundene Riesenläuferart als Velocipede betimari.

## Publikationen (Auswahl)
Herausgeberschaft
- Luiz Marivando Barros; Plácido Cidade Nuvens; José Betimar Melo Filgueira (Hrsg.): I e II simpósios sobre a Bacia do Araripe e bacias interiores do Nordeste, junho 1990 e novembro 1997. Departamento Nacional de Produção Mineral / Universidade Regional do Cariri / Sociedade Brasileira de Paleontologia, Crato, 2001.
- Luiz Marivando Barros; Plácido Cidade Nuvens; José Betimar Melo Filgueira (Hrsg.): Atas do II simpósio sobre a Bacia do Araripe e bacias interiores do Nordeste. Comunicações. In der Reihe: „Coleção Chapada do Araripe“, Band 1. Universidade Regional do Cariri, Crato, 2001.

Artikel in wissenschaftlichen Fachzeitschriften
- Pierre-Yves Berthou; Françoise Depeche; Denise Pons; José Betimar Melo Filgueira; Maria do Socorro Lopes Teles: Some new ostracodes and palynomorphs from the Rio-da-Batateira and Crato lithologic units (Upper Aptian–Lowermost Albian) of the Araripe Basin (NE Brazil). In: Congresso Brasileiro de Paleontologia, Boletim de Resumos. Band 13, 1993, Seite 176.
- Pierre-Yves Berthou; Françoise Depeche; Jean-Paul Colin; José Betimar Melo Filgueira; Maria do Socorro Lopes Teles: New data on the ostracodes from the Crato lithologic units (lower member of the Santana formation, Latest Aptian–Lower Albian) of the Araripe basin (Northeastern Brazil). In: Acta Geologica Leopoldensia. Band 39/2, № 17, 1994, Seiten 539–554.
- David M. Martill; José Betimar Melo Filgueira: A new feather from the Lower Cretaceous of Brazil. In: Palaeontology. Band 37, № 3, 1994, Seiten 483–487.
- Pierre-Yves Berthou; José Betimar Melo Filgueira; Joana Jakeline de Alcântara Sampaio: From siliciclastic to carbonated sedimentation along the Rio da Batateira section (Araripe Basin, Crato, northeastern Brazil). Type-sections description for „Fundão“, „Rio da Batateira“ and „Crato“ lithostratigraphic units. In: Revista de Geociências. Band 14, № 1, 1995, Seiten 9–33.
- Luis Manoel Paes Siqueira; Márcia Aparecida Fernandes dos Reis Polck; Andrea Cristina Giongo Hauch; Cristiano Alves da Silva; Felipe Barbi Chaves; Irma Tie Yamamoto; João da Penha Araujo; José Artur Ferreira Gomes de Andrade; José Betimar Melo Filgueira; Maria Hilda Pinto de Arruda Trindade; Rodrigo da Rocha Machado; Rodrigo Miloni Santucci: Sítios paleontológicos das bacias do Rio do Peixe. Georreferenciamento, diagnóstico de vulnerabilidade e medidas de proteção. In: Anuário do Instituto de Geociências – UFRJ. Band 34, № 1, 2011, Seiten 9–21.

Artikel in Tagungsbänden und Sammelwerken
- Pierre-Yves Berthou; José Betimar Melo Filgueira; Joana Jakeline de Alcântara Sampaio: From siliciclastic to carbonated sedimentation along the Rio da Batateira section (Araripe Basin, Crato, N.E. Brazil). Type sections description for „Fundão“, „Rio da Batateira“ and „Crato“ lithologic units. In: Boletim do 3° simpósio sobre o Cretácico do Brasil. Universidade Estadual Paulista – Campus Rio Claro, 1994, Seiten 127–130.
- Denise Pons; Pierre-Yves Berthou; José Betimar Melo Filgueira; Joana Jakeline de Alcântara Sampaio: Palynologie des unités lithostratigraphiques „Camadas Batateira“, „Crato“ et „Ipubi“ (Aptien supérieur à Albien inférieur–moyen, Bassin d’Araripe, NE du Brésil). Enseignements paléoécologiques, stratigraphiques et paléobiogéographiques. In: Jean-Pierre Debenay; Roland Buffard; Serge Jardiné; Ivan de Klasz (Hrsg.): 12° Colloque Africain de Micropaleontologie, 2° colloque de Stratigraphie et Paleogeographie de l’Atlantique Sud, 68 Angers, 1994.
- Denise Pons; Pierre-Yves Berthou; José Betimar Melo Filgueira; Joana Jakeline de Alcântara Sampaio: Palynologie des unités lithostratigraphiques „Fundão“, „Crato“ et „Ipubi“ (Aptien supérieur à Albien inférieur–moyen, Bassin d’Araripe, NE du Brésil). Enseignements paléoécologiques, stratigraphiques et climatologiques. In: Serge Jardiné; Ivan de Klasz; Jean-Pierre Debenay (Hrsg.): Géologie de l’Afrique et de l’Atlantique Sud. Compte-rendu des colloques de géologie d’Angers, France, 16–20 juillet 1994. Recueil des communications. In der Reihe: „Bulletin des Centres de Recherches Exploration-Production Elf-Aquitaine“, Band 16. Pau, 1996, ISBN 2-901026-41-9, Seiten 383–401.